# Mario Acevedo
Mario Giovany Acevedo Menzie (nacido el 15 de febrero de 1969) es un exfutbolista guatemalteco que jugaba en la posición de delantero. Él jugó para varios clubes locales, el más famoso es el CSD Municipal de Guatemala, que juega en la Liga Mayor del Futbol Guatemalteco.

## Carrera

### Inicio
Mario Acevedo debubó en el Izabal J.C. en el año 1989 en donde se quedó hasta 1990, en el mismo año fue fichado por el Sacachispas de Chiquimula y se quedó allí hasta 1991. Regresaría en el mismo año al Izabal J.C. para estar un tiempo más largo hasta 1994. Luego fue fichado por el Deportivo Heredia en donde estuvo desde 1994 hasta 1995, y luego jugó para los Mérida FC (Venados de Yucatán). en el año 1995 hasta 1996. Llegó por primera vez al CSD Municipal en el año 1996.
Apodado El Coyote, Acevedo jugó la mayor parte de su carrera con el Municipal, pero también había restricciones con el CD Suchitepéquez, Antigua GFC, Cobán Imperial y el equipo mexicano Mérida FC(Venados de Yucatán). Él es el segundo jugador con más goles en la liga doméstica, con 170 goles.
Después de no haber renovado su contrato al final del Torneo Clausura 2009, Acevedo fue puesto en libertad por su club, y luego anunció su retiro del deporte. Sin embargo, en septiembre de 2009, firmó un contrato con el Deportivo Heredia, y en febrero de 2010, el Deportivo Suchitepéquez confirmó que Acevedo fue a reunirse con ellos, no solo por Heredia para permitir que se vaya. Luego salió de Heredia en abril de 2010. Se retiró en el año 2010 en el Deportivo Heredia.

### Carrera internacional
Hizo su debut en la selección de Guatemala en marzo de 1996 en un partido amistoso contra Jamaica. Jugó un total de 53 partidos con la selección y anotó un total de 5 goles. Él ha representado a Guatemala en 12 partidos de clasificación para la Copa Mundial de Fútbol.

## Goles internacionales
Las puntuaciones y de la lista de resultados en la selección de Guatemala cuenta desde el primer gol.
| N.º | Fecha               | Lugar                                                    | Rival      | Marcador | Resultado | Competición                                          |
| --- | ------------------- | -------------------------------------------------------- | ---------- | -------- | --------- | ---------------------------------------------------- |
| 1   | 22 de julio de 2000 | Barbados National Stadium, Bridgetown, Barbados          | Barbados   | 3-1      | 3-1       | Clasificación para la Copa Mundial de Fútbol de 2002 |
| 2   | 27 de mayo de 2001  | Estadio Olímpico Metropolitano, San Pedro Sula, Honduras | Costa Rica | 1-1      | 1-1       | Copa de Naciones UNCAF 2001                          |
| 3   | 3 de junio de 2001  | Estadio Olímpico Metropolitano, San Pedro Sula, Honduras | Panamá     | 2-0      | 3-1       | Copa de Naciones UNCAF 2001                          |
| 4   | 16 de enero de 2002 | Estadio Mateo Flores, Ciudad de Guatemala, Guatemala     | Camerún    | 5-1      | 5-2       | Partido amistoso                                     |
| 5   | 22 de junio de 2003 | Home Depot Center, Carson, EUA                           | Honduras   | 1-0      | 1-2       | Partido amistoso                                     |

## Clubes
| Club                                  | País      | Año       |
| ------------------------------------- | --------- | --------- |
| Izabal J.C.                           | Guatemala | 1989-1990 |
| Deportivo Sacachispas                 | Guatemala | 1990-1991 |
| Izabal J.C.                           | Guatemala | 1991-1994 |
| Tally JUCA                            | Guatemala | 1994-1995 |
| Mérida FC                             | México    | 1995-1996 |
| Club Social y Deportivo Municipal     | Guatemala | 1996-1997 |
| Cobán Imperial                        | Guatemala | 1997-1998 |
| Club Social y Deportivo Suchitepéquez | Guatemala | 1998-1999 |
| Antigua GFC                           | Guatemala | 1999-2000 |
| Club Social y Deportivo Municipal     | Guatemala | 2000-2009 |
| Heredia Jaguares                      | Guatemala | 2009-2010 |

## Vida personal
Acevedo se casó con Gladys y la pareja tiene una hija llamada Mariann.